# Route nationale 119
Die N119 war eine französische Nationalstraße, die 1824 zwischen Carcassonne und Lescure festgelegt wurde. Sie geht auf die Route impériale 139 zurück. Ihre Länge betrug 121,5 Kilometer. 1973 wurde sie komplett abgestuft. Von 1977 bis 2006 gab es in Clermont-Ferrand eine weitere N119, die dort von der N9 abzweigte. Sie ist heute Teil der D69.